# Игуманија Текла (Марковић)
Текла (световно Милица Марковић; Костајник код Крупња, 25. јун 1957) монахиња је Српске православне цркве и игуманија Манастира Прерадовац.

## Биографија
Игуманија Текла (Марковић) рођена је 25. јуна 1957. године у селу Костајнику код Крупња, од побожних и честитих родитеља. Основно образовање стекла је у своме родноме месту. Приликом крштења је добила име Милица.
У породици од седоморо деце рано је остала без родитеља и заједно са својом биолошком сестром Миленом 4. децембра 1974. године отишла је у Манастир Ћелије код Ваљева, као искушеница код тадашње игуманије Гликерије Јањић. Замонашена је  7. априла 1981. године у Манастиру Ћелије од стране епископа шабачко-ваљевскога господина Јована Велимировића,  добивши монашко име Текла.
У запуштени Манастир Прерадовац код Опарића, дошла је благословом епископа шумадијскога господина Јована Младеновића, 2003. године. Постављена је  16. фебруара 2003. године за игуманију манастира где успешно руководи сестринством 20. године.